# Milano, Texas
Milano är en ort i Milam County i Texas. Vid 2010 års folkräkning hade Milano 428 invånare.